# Olgierd Czerner
Olgierd Władysław Czerner (ur. 15 kwietnia 1929 w Świętochłowicach, zm. 6 listopada 2020 we Wrocławiu) – polski inżynier architekt, profesor zwyczajny. Założyciel i w latach 1965–2000 dyrektor Muzeum Architektury we Wrocławiu.

## Życiorys
Syn Karola i Jadwigi. Studiował tuż po II wojnie światowej (od 1947 do 1952) na Politechnice Wrocławskiej, m.in. razem z Marianem Barskim, Tadeuszem Zipserem, Zenonem Prętczyńskim. Jego nauczycielami byli m.in. Tadeusz Andrzej Broniewski, Bohdan Guerquin, Tadeusz Wróbel, Tadeusz Brzoza, Dobrosław Czajka, Kazimierz Maślankiewicz.
Pracę na politechnice podjął w 1951, równocześnie w latach 1955–1965 był konserwatorem Wrocławia; w tym czasie (1960) obronił swą pracę doktorską. Był założycielem Muzeum Architektury we Wrocławiu (1965) i wieloletnim (do 1999) jego dyrektorem. Habilitował się w 1969, tytuł profesora uzyskał w 1977. Członek komitetu organizacyjnego Sympozjum Plastycznego Wrocław ’70. Od 1978 do 1990 był członkiem Komitetu Architektury i Urbanistyki PAN, w latach 80. był wiceprzewodniczącym Społecznego Komitetu Odbudowy Panoramy Racławickiej.
Był członkiem wrocławskiego oddziału Towarzystwa Opieki nad Zabytkami, autorem licznych publikacji, promotorem kilkunastu prac doktorskich.
Pochowany na Cmentarzu św. Wawrzyńca we Wrocławiu.

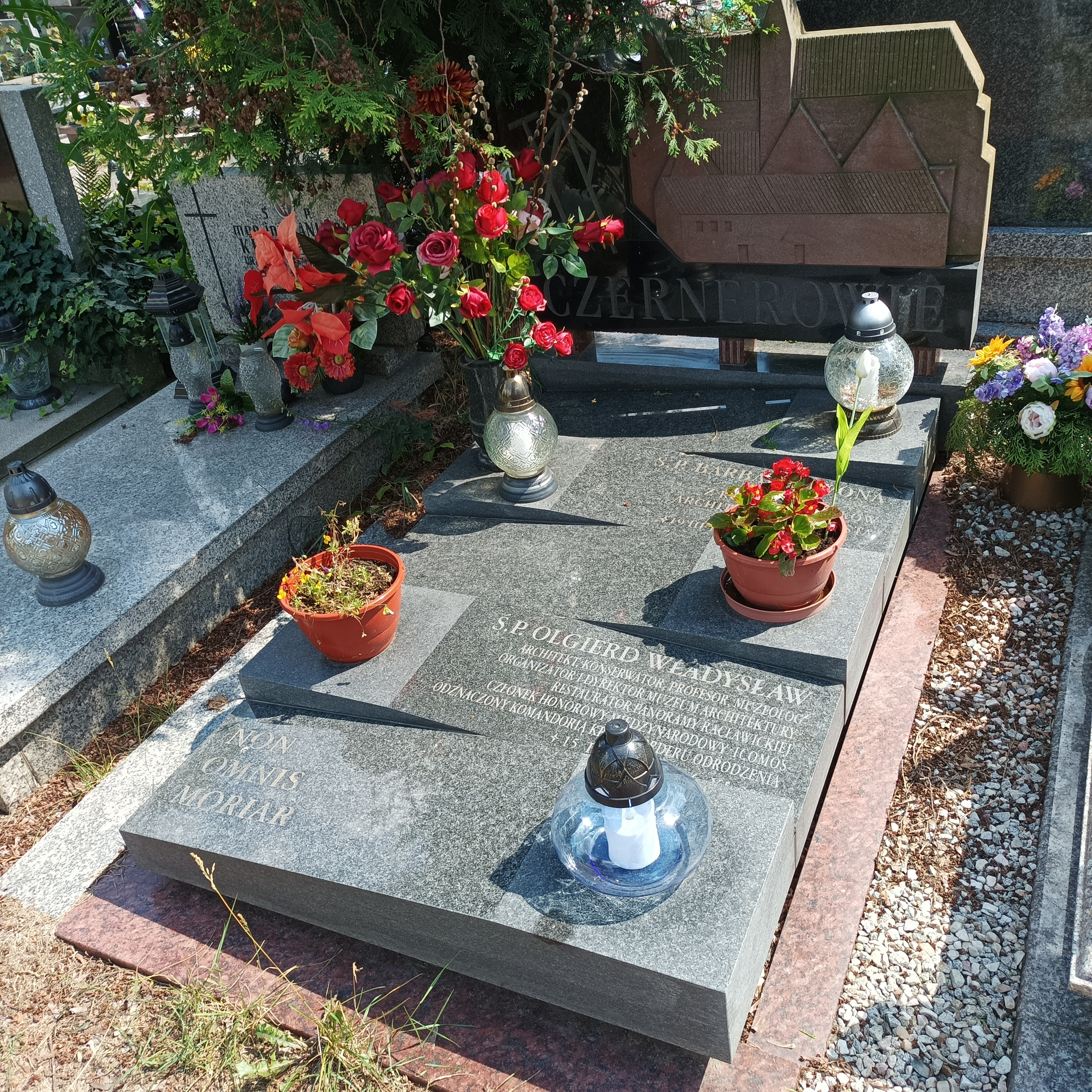
Grób Olgierda Czernera na cmentarzu św. Wawrzyńca we Wrocławiu

## Odznaczenia
- Krzyż Oficerski Orderu Odrodzenia Polski (2005)[6]
- Krzyż Kawalerski Orderu Odrodzenia Polski (1978)
- Złoty Krzyż Zasługi (1973)[7]
- Srebrny Krzyż Zasługi (1951)
- Medal Komisji Edukacji Narodowej (1999)[8]
- Złoty Medal „Zasłużony Kulturze Gloria Artis” (2015)[9]

## Publikacje
- Bolków i Świny (wspólnie z J. Rozpędowskim), Wrocław 1960, Ossolineum
- Zamek w Bolkowie, Wrocław 1963
- Wrocław, krajobraz i architektura, Warszawa 1976, Arkady
- Rynek wrocławski, Wrocław 1976, Ossolineum
- Rynek wrocławski (wersja popularna), Warszawa 1977, Arkady
- Wrocław z lotu ptaka (część albumowa Tadeusza Drankowskiego), Wrocław 1977 (wznowienia 1985, 1993), Ossolineum
- Avant-garde Polonaise, Awangarda polska, The Polish Avant-garde (z H. Listowskim), Warszawa – Paryż 1981, Interpress – Moniteur
- Wrocław na dawnej rycinie, Wrocław 1989, Ossolineum
- East European Modernism (współautor), New York 1996, Rizzoli
- Dictionnaire de L’Architecture du XX siecle (polskie hasła), Paris 1996, Hazan
- Lwów na dawnej rycinie i planie, Wrocław 1997, Ossolineum
- Architektury istnienie i zachowanie – z szuflady Profesora, Wrocław 2004, ISBN 83-89262-13-4.